# S-образная линия
S-образная линия, S-образный изгиб, «линия красоты» — эстетическое понятие теории гармонии и композиции в изобразительном искусстве, волнообразная, изгибающаяся кривая линия, которая придаёт изображению особенное изящество. Она может создаваться границами, контурами изображённого предмета, но главным образом внутренними связующими и «охватывающими» линиями, связанными с конструкцией формы. Бернард Бернсон называл главную, S-образную линию «функциональной» (англ. functional line). «Функциональная линия» придаёт особенный характер всему изображению, поэтому она и послужила Бернсону одним из важных критериев в его работе по атрибуции картин художников итальянского Возрождения.

## Объективная природа и эстетическое значение S-образной линии
Мотив S-образной линии имеет давнюю традицию. В разных культурах ему придавали мистическое значение: «знак змеи» обозначал непростой, извилистый путь познания. S-образная линия была известна в античности в качестве хиазма в отношении статуй с характерной постановкой с переносом тяжести тела на одну ногу.
В античной скульптуре, начиная с ранней классики, подобная линия возникала вследствие явления, которое называют контрапостом — приёма достижения равновесия (пондерации), создаваемого противоположно направленными движениями в изображении фигуры человека, стоящего с переносом тяжести тела на одну ногу. В истории искусства термин «контрапост» обычно связывают с произведениями знаменитого античного скульптора Поликлета Аргосского: фигур Дорифора («Копьеносца», 450—440 гг. до н. э.) и Диадумена («Юноши, увенчивающего себя победной повязкой», ок. 430 года до н. э.). Поликлет первым, по свидетельству Плиния Старшего, разработал тему идеальной фигуры стоящего атлета с переносом тяжести тела на одну ногу. В таком положении, называемым классической постановкой, опорная нога фигуры отклоняется от вертикали, опорный тазобедренный сустав поднимается вверх и одновременно немного выдвигается вперёд, тазовый пояс наклоняется относительно горизонтали, а свободная нога атлета, согнутая в колене, слегка отставляется назад. Плечевой пояс из-за необходимости уравновешивания приобретает контрастное положение по отношению к тазовому. То же можно наблюдать в лучших античных статуях со спины.
В результате такой постановки фигуры и возникает линия с двойным изгибом, которая создаёт зрительное, пластическое движение, причём существенно, что эта линия и создаваемое ей пластическое движение разворачиваются в пространстве в трёх измерениях. Этот феномен особенно ясно ощущается при медленном обходе скульптуры и рассматривании её с разных точек зрения. Кажется, что статуя тоже «движется», хотя на самом деле, в физическом смысле, она остаётся неподвижной.
Главная S-образная линия откликается в пластически взаимосвязанных частях скульптуры другими, противонаправленными зрительными движениями. В результате контрапоста, эти вторичные линии крестообразно пересекаются; они связывают все части фигуры по диагоналям, например: правая рука — левая нога, левая рука — правая нога, поворот головы в одну сторону — разворот торса в другую и так далее, вплоть до деталей одеяний или атрибутов.

## История изучения и применения «функциональной линии»
Пластический эффект линии с двойным S-образным изгибом отмечали многие художники: Леонардо да Винчи, Микеланджело. В трактате итальянского живописца Дж. П. Ломаццо «Об искусстве живописи» (1584) приводится наставление Микеланджело о том, что «необходимо делать фигуру пирамидальной, змеевидно изогнутой и в кратных отношениях к одному, двум и трём». В оригинальном тексте: (итал. forma serpentinata  — «змеевидная форма»). Итальянские художники-маньеристы и, прежде всего, Федерико Цуккаро, превозносили достоинства «змеевидной линии» (итал. linea serpentinata) как пластической основы «хорошей композиции». Английский архитектор Уильям Чемберс в книге «Изображения китайских построек» (1757) неоднократно ссылается на «теорию змеевидной линии», называя такую линию «интегралом красоты».
Эстетические качества S-образной линии впервые подробно объяснил британский художник и теоретик Уильям Хогарт в качестве «Линии красоты» («Line of Beauty»). В предисловии к трактату «Анализ красоты» («The Analysis of Beauty», 1753) Хогарт приводит фразу Микеланджело в английском переводе и добавляет от себя: «В этом правиле заключается вся тайна искусства, потому что величайшее очарование и жизнь, какие только может иметь картина, это передача движения». Хогарт сделал S-образную линию своей эмблемой. «Линию красоты» он поместил на обложку своего трактата внутри зеркальной пирамиды (символ единства противоположностей), а в основании этой композиции начертал слово «variety» (англ., «разнообразие»). По его теории, S-образная кривая создаёт впечатления жизни и деятельности, возбуждая внимание зрителя, в отличие от прямых, параллельных либо пересекающихся под прямым углом линий, создающих подсознательное впечатление застоя, смерти, неодушевлённого предмета. Основой красоты он считал гармоническое сочетание единства и разнообразия, которое для него воплощала волнообразная линия. Эта линия является главным элементом всех живых, движущихся и изменяющихся природных объектов. Перенесённая в трехмёрное пространство, она становится, по его определению, змеевидной или «линией привлекательности». «Хогарт был прав», — заключал российский исследователь С. М. Даниэль. Для изобразительного искусства S-образная линия оказывается универсальной, выражая одновременно гармонию, равновесие и движение.
Уникальные эстетические свойства линии с двойным изгибом имеют психологическое и математическое объяснение. В гештальтпсихологии свойства S-образной линии объясняют законом экономии энергии. В психологическом отношении наиболее простые, ясные, симметричные формы и энергетически экономные действия организм человека воспринимает положительно, следовательно, и в эстетическом смысле они вызывают положительные реакции. Поэтому наиболее простые решения воспринимаются с удовольствием. Самой короткой линией, соединяющей наиболее удалённые точки на поверхности трехмёрной формы и вызывающей самые положительные эстетические реакции, будет S-образная линия. Это можно проверить на трёхмерной модели и её геометрической развёртке. S-образная линия является функцией кратчайшего расстояния между основными точками эстетически преображённой формы в трёхмерном пространстве и тем самым примиряет плоскость и объём, форму и пространство, единство и многообразие.
Близкую функцию имеет «линия Пуаре», созданная в 1910-х годах знаменитым парижским модельером одежды Полем Пуаре (1879—1944). Образ «женщины-цветка» Поля Пуаре, изогнутые линии франко-бельгийского стиля ар нуво, как и мощные волюты стиля барокко, имеют разное происхождение, но так или иначе связаны с эстетическими свойствами S-образной линии.